# Nikli (upazila)
Nikli (en bengali : নিকলি) est une upazila du Bangladesh dans le district de Kishoreganj. En 1991, on y dénombrait 110 912 habitants.